# Gmina Odrie
Gmina Odrie (alb. Komuna Odrie) – gmina miejska położona w południowej części Albanii. Administracyjnie należy do okręgu Gjirokastra w obwodzie Gjirokastra. W 2011 roku populacja gminy wynosiła 433 osób w tym 217 kobiet oraz 216 mężczyzn, z czego Albańczycy stanowili 51,73%, Arumuni 31,41% a Grecy 9,7% mieszkańców. 
W skład gminy wchodzi pięć miejscowości: Andon Poçi, Hundëkuq, Tërbuq, Labovë e Madhe, Labovë e Vogël.